# Rax

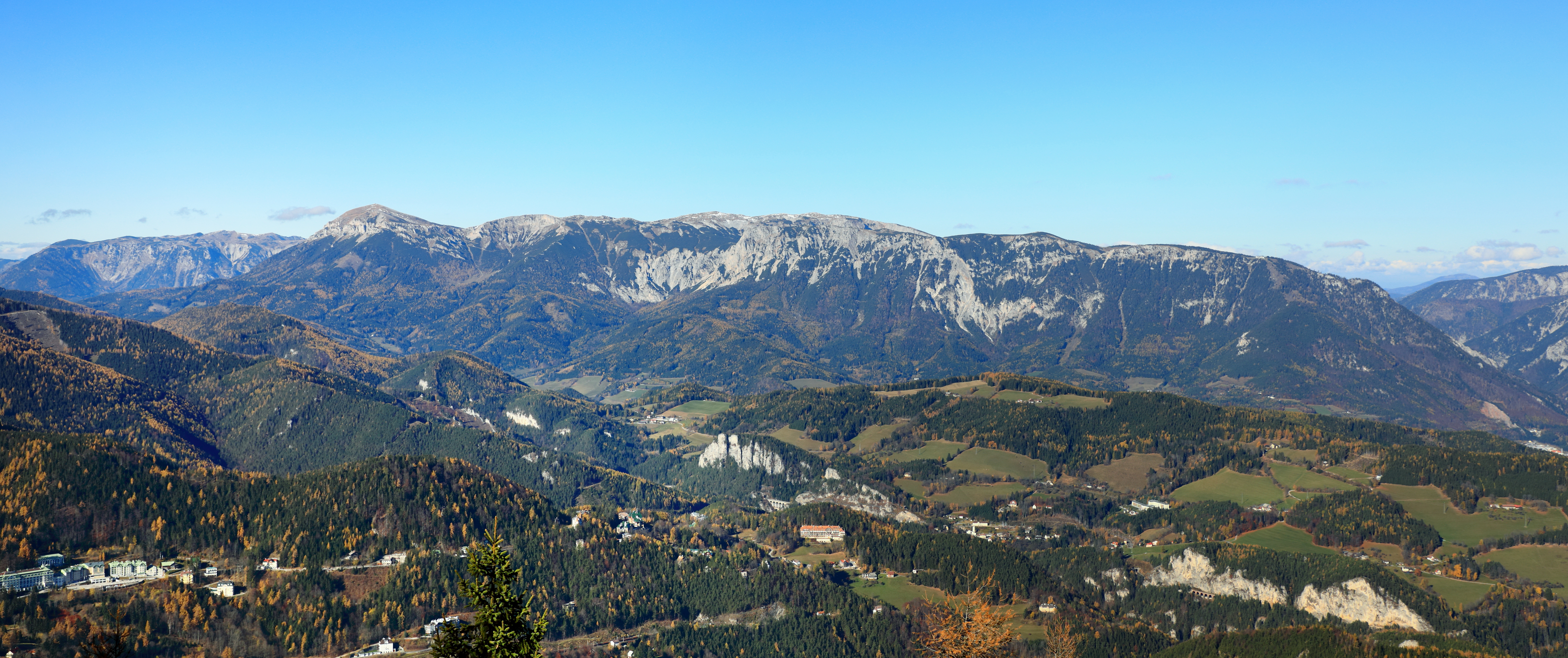
Rax

Rax är ett platåberg i Rax-Schneeberggruppen i de österrikiska alperna. Bergets högsta topp är Heukuppe (2007 m ö.h.) 
Många vandrings- och klättringsleder i olika svårighetsgrader leder från olika håll upp till platån. Från Hirschwang går Österrikes äldsta linbana (byggd 1925) upp på berget. På platån finns flera fjällanläggningar.
Rax är ett omtyckt utflyktsmål och rekreationsområde för Wienborna.

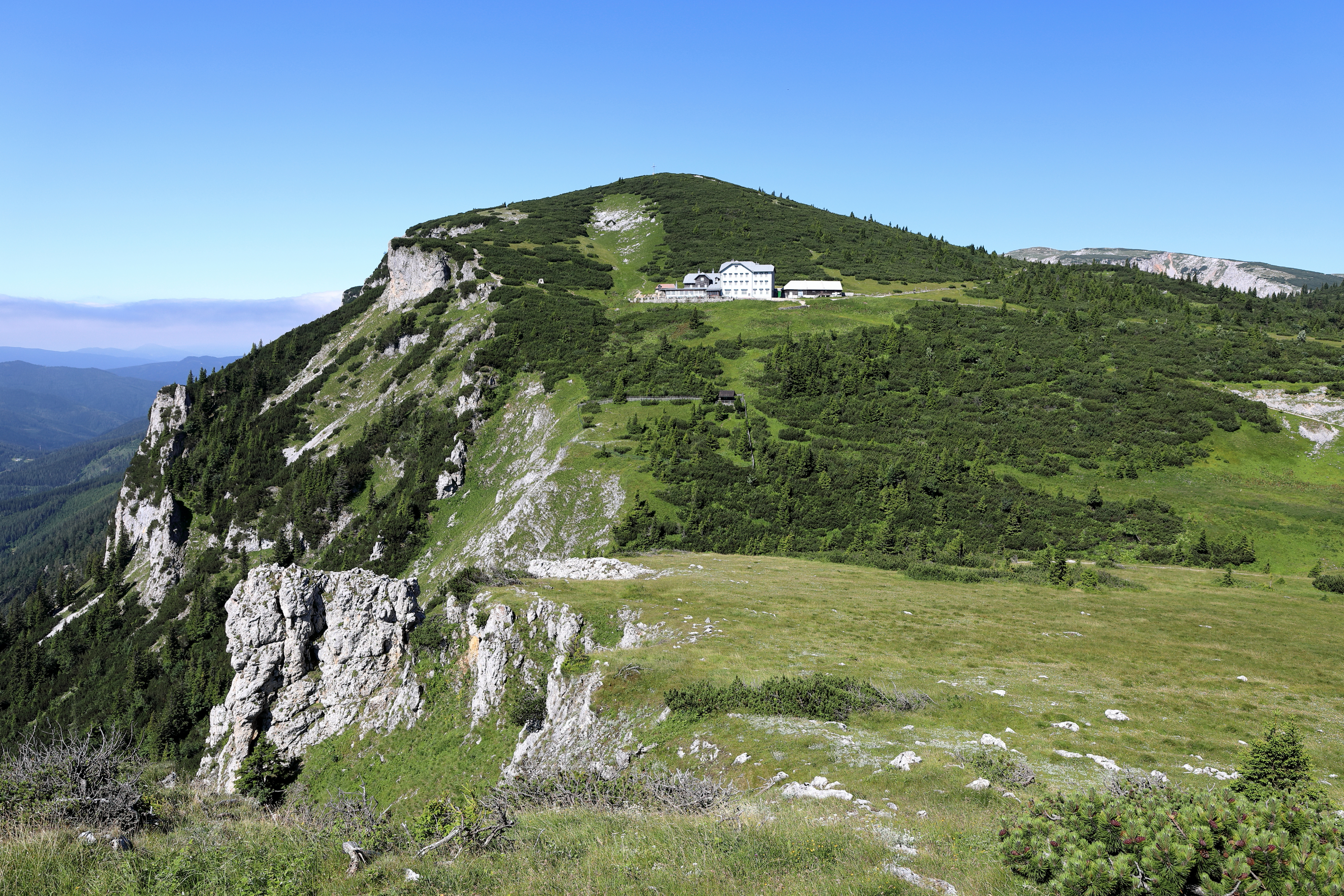
Otto-Schutzhaus på Jakobskogel (1737 m)
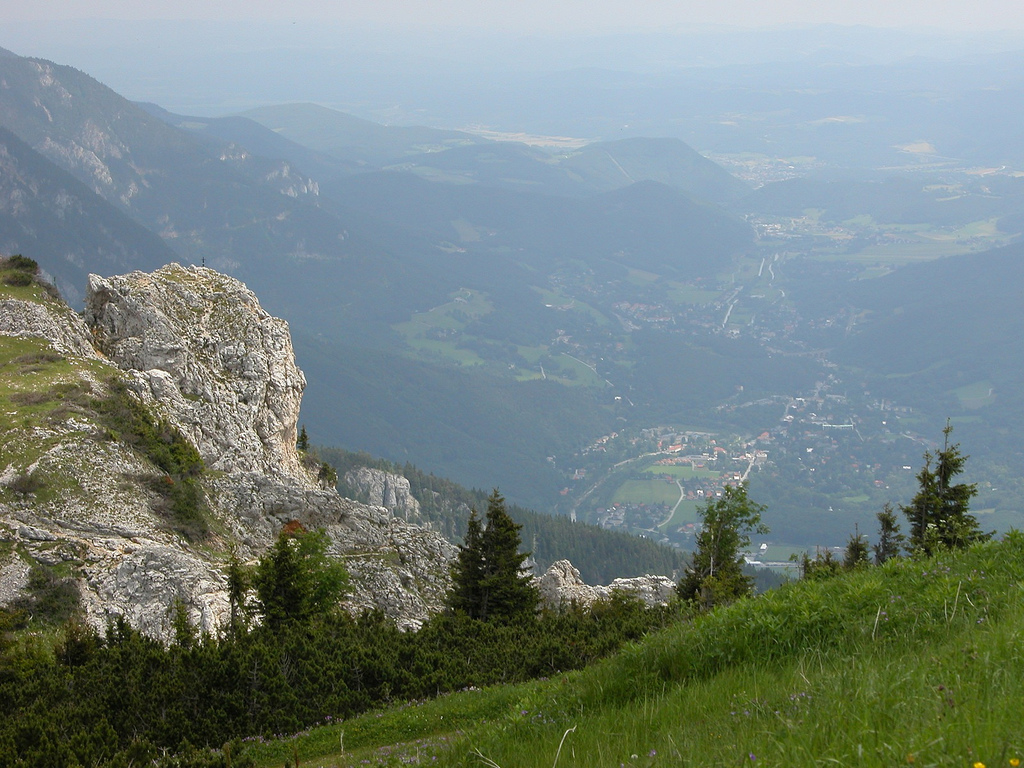
Utsikt över en närliggande by.